# Изынский (Буготакский сельсовет)
Изынский — станция в Тогучинском районе Новосибирской области. Входит в состав Буготакского сельсовета.

## География
Площадь станции — 10 гектаров.

## Население
| 2002 | 2007 | 2010 |
| ---- | ---- | ---- |
| 167  | ↘157 | ↘144 |

## Инфраструктура
На станции по данным на 2007 год отсутствует социальная инфраструктура.